# Liste des films soviétiques sortis en 1919
 (janvier 2023).
Si vous disposez d'ouvrages ou d'articles de référence ou si vous connaissez des sites web de qualité traitant du thème abordé ici, merci de compléter l'article en donnant les références utiles à sa vérifiabilité et en les liant à la section « Notes et références ».
Cet article présente une liste des films appartenant aux agitki et produits en République socialiste fédérative soviétique de Russie en 1919 :

## 1919
| 1919                                             |                                    |                                         |
| Grekh i iskouplenie                              | Грехи и искупление                 | Victor Tourjanski                       |
| Irene Negloudova                                 | Ирина Неглудова                    | Victor Tourjanski                       |
| Le Secret de la reine                            | Тайна королевы                     | Iakov Protazanov                        |
| La Horde noire                                   | Чёрная стая                        | Iakov Protazanov                        |
| To nadejda to revnost slepaïa                    | То надежда, то ревность слепая     | Iakov Protazanov                        |
| Le Golgotha des femmes                           | Голгофа женщины                    | Iakov Protazanov                        |
| Piotr i Alexeï                                   |                                    | Iouri Jeliaboujski                      |
| Deti - tsvety jizni                              | дети цветы жизни                   | Iouri Jeliaboujski                      |
| Mir khijinam, voïna dvortsam                     | Мир хижинам — война дворцам        | Mikhaïl Bontch-Tomachevsky              |
| L'exhumation de la dépouille de Serge Radonejski | Вскрытие мощей Сергия Радонежского | Dziga Vertov                            |
| Savva                                            | Савва                              | Cheslav Sabinsky                        |
| Devi gory                                        | Девьи горы                         | Aleksandr Sanin                         |
| Pounine i Babourine                              | Пунин и Бабурин                    | Aleksandr Ivanovsky                     |
| Smeltchak                                        | Смельчак                           | Mikhail Narokov, Nikandr Turkin         |
| Beglets                                          | Беглец                             | Alexander Anoshchenko, Boris Chaikovsky |
| le Cinquième souhait                             | Железная пята                      | Vladimir Gardine                        |
| Zapouganny bourjouï                              | Запуганнный буржуй                 | Mikhail Verner                          |
| Otets i syn                                      | Отец и сын                         | Ivan Perestiani                         |
| Za krasnoïe znamia                               | За красное знамя                   | Vladimir Kasyanov                       |